# Franz Weiss
Franz Weiss, född 18 januari 1778 i Glatz i kungariket Preussen (nu Kłodzko i Polen), död 25 januari 1830 i Wien, var en tysk altviolinist och tonsättare.

## Biografi
Franz Weiss föddes 1778 i Schlesien och utbildades sig till altviolinist. Han var medlem i Andrej Razumovskijs privatkvartett i Wien. Weiss avled 1830. Han komponerade bland annat symfonier, ouvertyrer, stråkkvartetter och -kvintetter, pianosonater samt flöjtduetter och violinduetter.